# Jennifer Collins
Jennifer Collins (1975) è un'ex sciatrice alpina statunitense.

## Biografia
In Nor-Am Cup la Collins conquistò l'ultimo podio il 3 gennaio 1995 a Sugarloaf in slalom gigante (2ª) e prese per l'ultima volta il via il 13 marzo 1997 a Mission Ridge nella medesima specialità (12ª); si ritirò durante la stagione 2000-2001 e la sua ultima gara fu lo slalom speciale della XX Universiade invernale, disputato il 6 febbraio a Zakopane e chiuso dalla Collins al 18º posto. Non debuttò in Coppa del Mondo né prese parte a rassegne olimpiche o iridate.

## Palmarès

### Nor-Am Cup
- 1 podio (dati dalla stagione 1994-1995):
  - 1 secondo posto

### South American Cup
- 2 podi (dati dalla stagione 1994-1995):
  - 2 terzi posti

### Campionati statunitensi
- 1 medaglia (dati dalla stagione 1994-1995):
  - 1 oro (slalom gigante nel 1996)